# Paulo César Carpegiani
Paulo César Carpegiani (* 7. února 1949 Erechim) je bývalý brazilský fotbalista, záložník. Po skončení aktivní kariéry působil jako trenér, vedl mj. reprezentaci Paraguaye a Kuvajtu.

## Fotbalová kariéra
Hrál za Internacional Porto Alegre a CR Flamengo. Brazilskou ligu vyhrál dvakrát s Internacional a jednou s Flamengem. Za brazilskou fotbalovou reprezentaci nastoupil v letech 1973–1979 ve 30 utkáních a dal 13 gólů. Byl členem brazilské reprezentace na Mistrovství světa ve fotbale 1974, nastoupil v 6 utkáních. 

## Ligová bilance
| Ročník                               | Zápasy | Góly | Klub                       |
| ------------------------------------ | ------ | ---- | -------------------------- |
| Campeonato Brasileiro Série A 1969   | -      | -    | Internacional Porto Alegre |
| Campeonato Brasileiro Série A 1970   | -      | -    | Internacional Porto Alegre |
| Campeonato Brasileiro Série A 1971   | 1      | 0    | Internacional Porto Alegre |
| Campeonato Brasileiro Série A 1972   | 29     | 4    | Internacional Porto Alegre |
| Campeonato Brasileiro Série A 1973   | 40     | 2    | Internacional Porto Alegre |
| Campeonato Brasileiro Série A 1974   | 5      | 1    | Internacional Porto Alegre |
| Campeonato Brasileiro Série A 1975   | 26     | 7    | Internacional Porto Alegre |
| Campeonato Brasileiro Série A 1976   | -      | -    | Internacional Porto Alegre |
| Campeonato Brasileiro Série A 1977   | 12     | 0    | CR Flamengo                |
| Campeonato Brasileiro Série A 1978   | 25     | 2    | CR Flamengo                |
| Campeonato Brasileiro Série A 1979   | 8      | 1    | CR Flamengo                |
| Campeonato Brasileiro Série A 1980   | 17     | 0    | CR Flamengo                |
| Campeonato Brasileiro Série A 1981   | 9      | 0    | CR Flamengo                |
| CELKEM Campeonato Brasileiro Série A | -      | -    |                            |